# Rudolf Lippert
Rudolf Lippert, detto Rolf (Lipsia, 29 ottobre 1900 – Bielefeld, 1º aprile 1945), è stato un cavaliere tedesco.

## Palmarès

### Olimpiadi
- Oro a Berlino 1936 nel concorso completo a squadre.